# 圣皮埃尔维莱
圣皮埃尔维莱（法語：Saint-Pierrevillers，法語發音：[sɛ̃ pjɛʁvile]）是法国默兹省的一个市镇，属于凡尔登区。

## 地理
圣皮埃尔维莱（49°22'38"N, 5°41'1"E）面积11.12 平方千米，位于法国大東部大區默兹省，该省份为法国西北部内陆省份，北与比利时接壤，西接马恩省和阿登省，南至上马恩省和孚日省，东临默尔特-摩泽尔省。
与圣皮埃尔维莱接壤的市镇（或旧市镇、城区）包括：圣叙普莱、昂德旺皮埃尔蓬、克吕讷河畔阿朗西、努永蓬、奥坦河畔鲁夫鲁瓦、斯潘库尔。

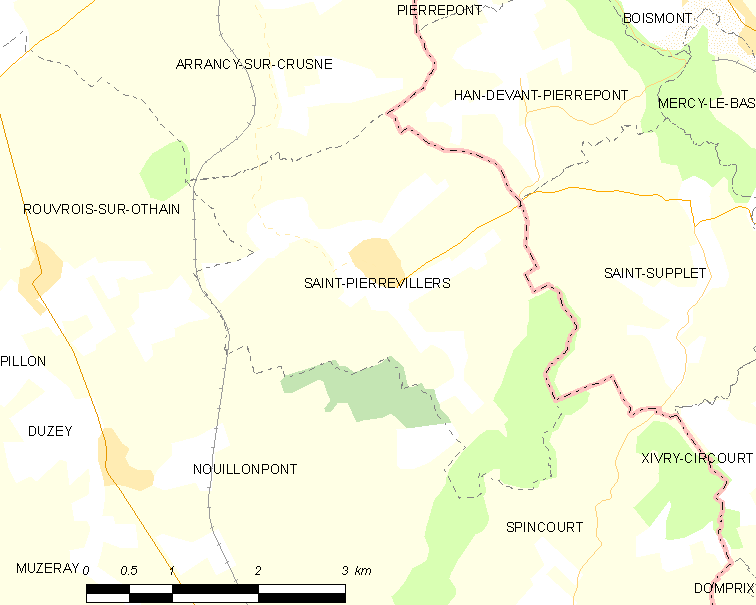
圣皮埃尔维莱的OSM定位图

圣皮埃尔维莱的时区为UTC+01:00、UTC+02:00（夏令时）。

## 行政
圣皮埃尔维莱的邮政编码为55230，INSEE市镇编码为55464。

## 政治
圣皮埃尔维莱所属的省级选区为布利尼县。

## 人口

1962-2008年间圣皮埃尔维莱人口变化图示

圣皮埃尔维莱于2022年1月1日时的人口数量为151人。